# İpekkaya
İpekkaya ist ein türkischer Familienname, gebildet aus den Elementen İpek (Seide) und kaya (Felsen). Außerhalb des türkischen Sprachraums kann vereinzelt auch die nicht-türkische Schreibweise Ipekkaya auftreten. 

## Namensträger
- Ani İpekkaya (* 1939), türkische Regisseurin, Theaterschauspielerin sowie Synchronsprecherin armenischer Abstammung
- Çetin İpekkaya (1937–2016), deutsch-türkischer Theaterregisseur, Autor und Schauspieler
- Kurt Ipekkaya (* 1995), deutscher Schauspieler